# Liste der Naturdenkmale in Scheibenberg
Die Liste der Naturdenkmale in Scheibenberg nennt die Naturdenkmale in Scheibenberg im sächsischen Erzgebirgskreis.

## Definition
„Naturdenkmäler sind rechtsverbindlich festgesetzte Einzelschöpfungen der Natur oder entsprechende Flächen bis zu fünf Hektar, deren besonderer Schutz erforderlich ist
1. aus wissenschaftlichen, naturgeschichtlichen oder landeskundlichen Gründen oder
2. wegen ihrer Seltenheit, Eigenart oder Schönheit.“

„§ 18 – Naturdenkmäler – (zu § 28 BNatSchG)
(1) Die Erklärung nach § 22 Abs. 1 BNatSchG von Teilen von Natur und Landschaft als Naturdenkmal erfolgt durch Rechtsverordnung oder Einzelanordnung.
(2) Über § 28 Abs. 1 BNatSchG hinaus können Naturdenkmäler zur Sicherung von Lebensgemeinschaften oder Lebensstätten von im Bestand gefährdeten oder streng geschützten Arten festgesetzt werden.“

## Liste
Link zu einem Kartenansichtstool, um Koordinaten zu setzen.
| Bild | Bezeichnung                      | Lage                                            | Beschreibung         | Datum                                                                                              | Nummer     |
| ---- | -------------------------------- | ----------------------------------------------- | -------------------- | -------------------------------------------------------------------------------------------------- | ---------- |
| BW   | Bergwiese am Scheibenberg        | Scheibenberg (50° 31′ 38,4″ N, 12° 55′ 27,4″ O) | Fläche: ca. 25804 m² | Verordnung des Landkreises Annaberg vom 01.06.2001, Landkreisnachrichten Nr. 08/2001, S. 12        | 364.23-213 |
| BW   | Kleinseggenwiese am Scheibenberg | Scheibenberg (50° 31′ 35,9″ N, 12° 55′ 16,8″ O) | Fläche: ca. 26869 m² | Verordnung des Landkreises Annaberg vom 01.06.2001, Landkreisnachrichten Nr. 08/2001, S. 12        | 364.23-212 |
| BW   | Schilfwiese am Scheibenberg      | Scheibenberg (50° 31′ 40,9″ N, 12° 55′ 21,8″ O) | Fläche: ca. 17082 m² | Änderungsverordnung des Landkreises Annaberg vom 01.12.2000, Landkreisnachrichten Nr. 8/2001, S. 6 | 364.23-211 |